# Global Day of Action

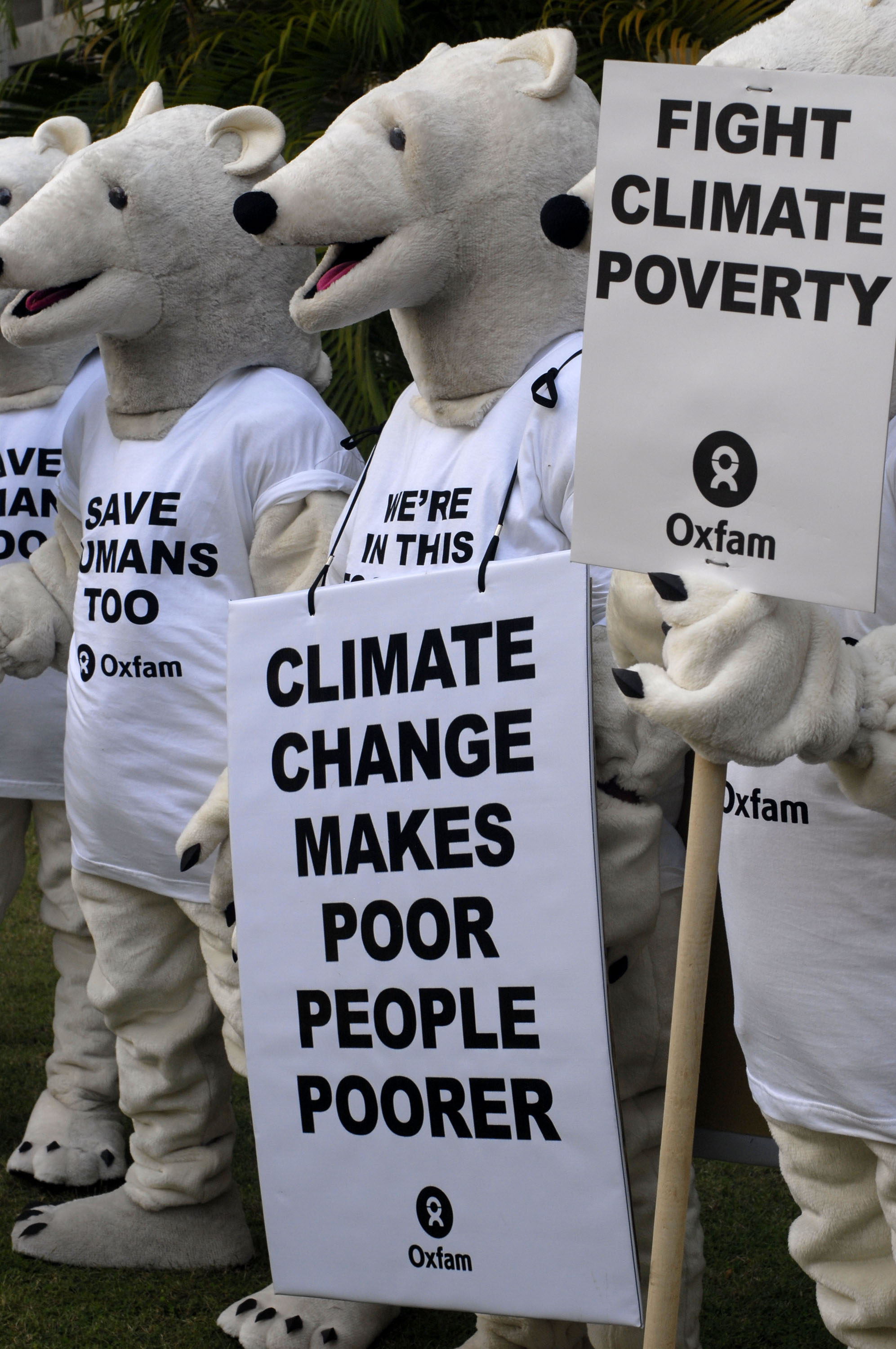
Oxfam protestors in Bali

Global Day of Action est un type d'action directe. Il s'agit d'initiatives écologistes qui commencèrent en 2005 en lien avec la campagne de lutte contre le réchauffement climatique. Ces actions avaient pour but de focaliser l'attention mondiale sur l'effet de l'homme sur le réchauffement climatique. Leur principal objectif est d'exiger le respect par les représentants élus de leurs gouvernements respectifs des engagements inscrits dans le protocole de Kyoto en organisation des manifestations pacifiques partout dans le monde. Les manifestations et rassemblements sont organisés de façon à coïncider avec les réunions des États parties à la Convention-cadre des Nations unies sur les changements climatiques, qui réunit chaque année les chefs d’État de 189 nations, pour discuter du changement climatique.

## Historique
En réponse à l'entrée en vigueur du protocole de Kyoto, après la ratification de la Russie, le 16 février 2005, des ralliements du Global Day of Action furent organisés le 3 décembre 2005 lors de la première rencontre des États partis au protocole de Kyoto, ou MOP 1, à Montréal (Canada). L'année suivante, les 3 et 11 novembre 2006, de nouveaux ralliements furent organisés lors du MOP 2 à Nairobi (Kenya).
Lieux des rassemblements en 2005
1. Afrique du Sud
2. Berlin (Allemagne)
3. Sydney (Australie)
4. Bangladesh
5. Brésil
6. Sofia (Bulgarie)
7. Halifax (Canada)
8. Montréal (Canada)
9. Chili
10. (République démocratique du) Congo
11. Zagreb (Croatie)
12. Barcelone (Espagne)
13. États-Unis
14. Helsinki (Finlande)
15. Paris (France)
16. Athènes (Grèce)
17. Dublin (Irlande)
18. Indonésie
19. Italie
20. Japon
21. Mexique
22. Nicaragua
23. Oslo (Norvège)
24. Wellington (Nouvelle-Zélande)
25. Pérou
26. Manille (Philippines)
27. Lisbonne (Portugal)
28. Roumanie
29. Moscou (Russie)
30. Istanbul (Turquie)
31. Ouganda
32. Londres (Royaume-Uni)
33. Édimbourg (Royaume-Uni)
34. Belfast (Royaume-Uni)
35. Venezuela